# Louis de Vos de Cauwenberg
Louis François Joseph de Vos de Cauwenberg (Brussel, 24 juli 1757 - 1830) was burgemeester van Brussel.

## Levensloop
De Vos van Cauwenberg(he) maakte deel uit van een familie die tot de zeven geslachten van Brussel behoorde.
De familie klimt op tot de zestiende eeuw, wellicht zelfs tot de veertiende. Vanwege hun adellijke ambities wilden ze hun oorsprong minstens vinden op het einde van de vijftiende eeuw, bij Adrien de Vos, heer van Herlebout en Marguerite d'Escornaix, hoewel dit onmogelijk te bewijzen viel.
Heel wat leden van de familie volgden een militaire carrière, tot ze zich als notabelen in Brussel vestigden.
Louis de Vos was een zoon van Pierre-Dominique de Vos en van Pétronille-Thérèse van Droogenbroeck.
Onder het Frans bewind werd hij 'adjoint au maire' van Brussel en in 1804 was hij (weliswaar maar korte tijd) maire van deze stad.
Een ontmoeting met keizer Napoleon tijdens diens bezoek aan de provincies van de vroegere Oostenrijkse Nederlanden, maakten dat De Vos in 1813 werd opgenomen in de empireadel met de titel baron.
Onder het Verenigd Koninkrijk der Nederlanden werd hij benoemd tot ridder in de Orde van de Belgische Leeuw, maar werd niet opgenomen in de erfelijke adel. Hij overleed zonder nakomelingen.

## Genealogie
- François de Vos x Alexandrine Thomassin[1]
  - Louis-Auguste de Vos x Anne-Louise Grusset
    - Alexandre-Louis de Vos († 1650), kapitein in Franse dienst en nadien in dienst van de keurvorst van Trier, x Joséphine-Marie Marci
      - Pierre-Joseph de Vos († 1690), officier in het leger van de keurvorst van Trier x Marie-Jacqueline Liser  
        - Guillaume de Vos, kapitein in het Franse regiment van Auvergne x Marie-Françoise Botteman
          - Jean-Baptiste de Vos, kapitein in het regiment de Prié x Marie-Dominique Moniez
            - Pierre-Dominique de Vos, baljuw van Celles (Namen) x Pétronille-Thérèse van Droogenbroeck
              - Empirebaron Louis-François-Joseph de Vos de Cauwenberghe
              - Barbe-Albertine de Vos de Cauwenberghe x Albert-Ive Falligan d'Hourdellies

## Voetnota
1. ↑  Deze genealogie gebruikt de Franse voornamen daar waar onder het ancien régime in Brussel vaak de Nederlandse voornamen gangbaar waren.